# Hopârta, Alba
Hopârta (în maghiară Háporton) este satul de reședință al comunei cu același nume din județul Alba, Transilvania, România.

## Istoric
Pe Harta Iosefină a Transilvaniei din 1769-1773 (Sectio 140) localitatea apare sub numele de „Háporton”.
În anul 1993 preoții ortodocși au incitat la acțiuni violente împotriva comunității greco-catolice.

## Demografie
La recensământul din 1930 au fost înregistrați 765 de locuitori, dintre care 745 români, 18 țigani și 2 maghiari. Sub aspect confesional populația era alcătuită din 745 greco-catolici, 12 baptiști, 4 ortodocși ș.a.